# Серьги

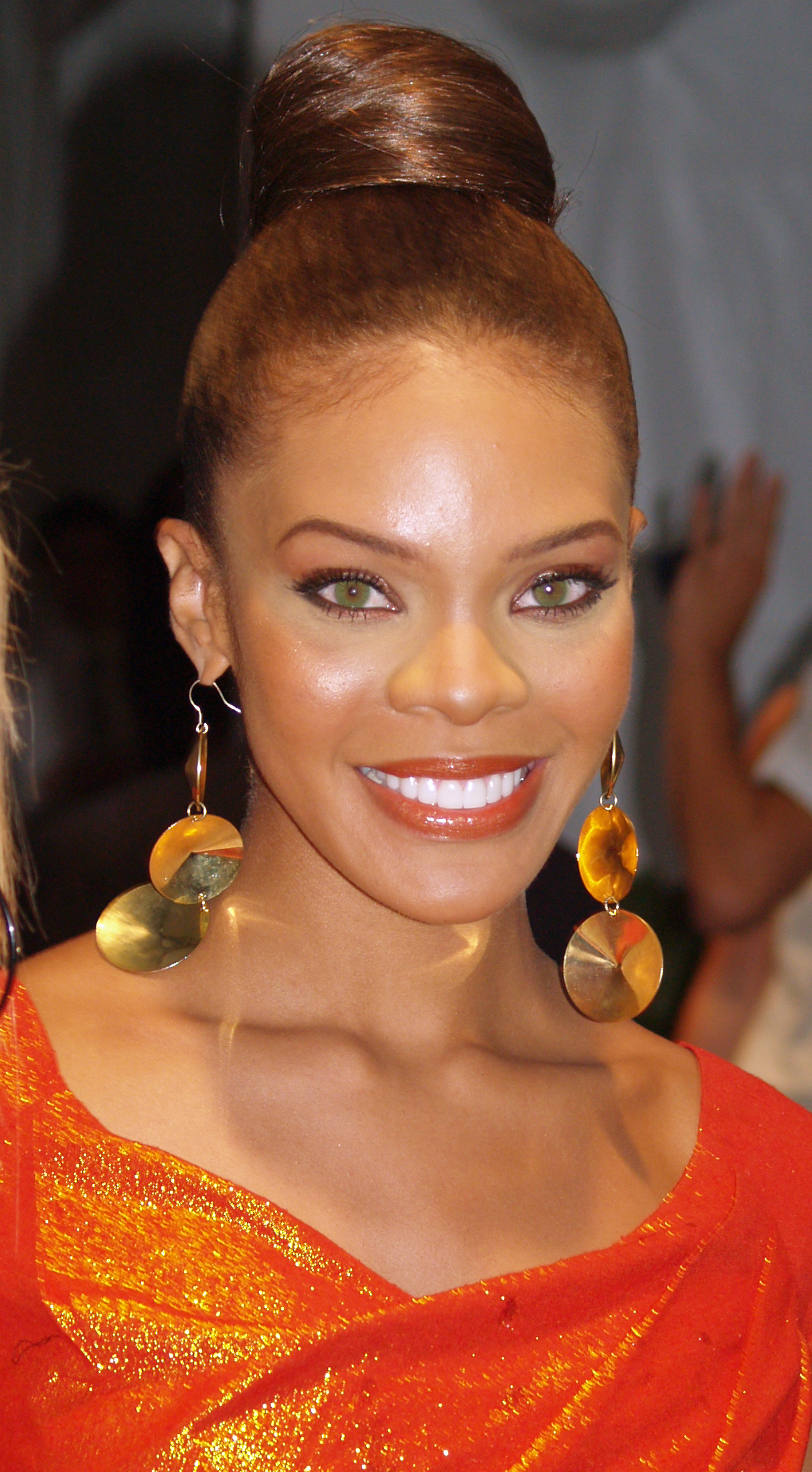
Серьги-подвески

Серьги, серёжки — украшение, носимое в ушах, в которых для этого необходимо проколоть отверстия.
По основной версии древнерусское слово «серьга» восходит к тюркскому «syrγa» — «кольцо». Серьги буквально — «ушные подвески в виде кольца».
По другой версии этимологического словаря Фасмера, слово «усерязь» является преобразованным древнерусским словом «усерядзи» *userędzi, которое в свою очередь является родственным готскому *ausihriggs (ушные кольца).

## История

### Древний мир
Уже в древней Азии 7 тысяч лет назад делали серьги. Для древних египтян и ассирийцев серьга символизировала высокое положение в социуме. Центурионы Цезаря носили кольца в сосках как знак храбрости. Богатые греки и состоятельные римляне носили серьги с жемчугом, демонстрируя окружающим свой достаток и высокое положение. Представители же высшей знати предпочитали более яркие камни, выбирая для светских выходов серьги с топазами, с гранатом или с сапфиром.
Среди бесчисленного множества найденных в египетских гробницах ювелирных украшений серьги из золота занимают одно из первых мест. Большой любовью серьги, золотые и серебряные, пользовались в странах Древнего Востока. Серьги с сапфирами, рубинами и изумрудами — фантазия восточных мастеров не знает границ и находит своё отражение в самых роскошных ювелирных украшениях. Серьги носят в Ассирии, Индии, России, Японии и Китае.

### В Средние века

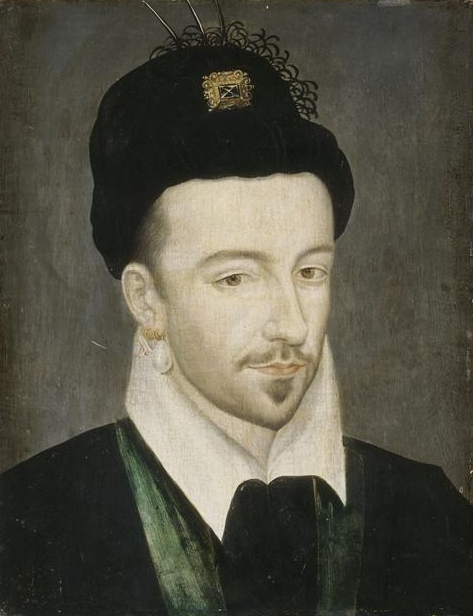
Портрет французского короля Генриха III с жемчужной серёжкой

В Средние века в Европе серьги то входили в моду, то подвергались гонениям. Например, в XIII веке католическая церковь, вооружённая религиозной догматикой, запретила изменять тело, сотворённое «по образу и подобию». Этот запрет коснулся и прокалывания ушей. Поскольку сфера влияния церкви в то время была довольно широкой, большинство перестало носить серьги. Что до меньшинства, состоящего из пиратов, воров и цыган, то они отказываться от проколов не торопились. Причины для ношения серёг у них были разные. Цыгане продевали в уши серьги ребёнку, родившемуся после смерти предыдущего ребёнка, а также единственному ребёнку в семье. Воры серьгой демонстрировали бесстрашие перед церковным судом . У пирата серьга означала участие в захвате корабля. Мореход мог надеть серьгу после того, как обогнул Мыс Горн, на котором почти круглый год стоит штормовая погода. Такой моряк имел право в портовых кабаках на одну бесплатную кружку спиртного, а также безнаказанно класть ноги на стол.

### Эпоха Возрождения
Эпоха Возрождения реабилитировала серьги и их носителей. Де-юре запрет никто не отменял, де факто опала была снята: о ней попросту забыли. На портрете французского короля Генриха III заметно, что правое его ухо украшает серьга.

### На Руси
На Руси витязи прокалывали себе одно ухо. В ту пору украшение называлось «одинец», а мужчина, его носивший, — «серьгач». В Древней Руси серьги были не просто украшением, по ним можно было прочитать историю и социальное положение семьи. Так, простолюдины носили серьги из меди и дерева, зажиточные торговцы могли позволить себе более дорогие серьги из серебра и золота.
В Московском царстве от прокалывания ушей не отказались. В петровскую эпоху серьги тоже пользовались популярностью: украшения были видны под длинными париками. Зато серьги красовались в ушах слоёв непривилегированных. Ими вовсю «щеголяли» холопы. Серьга в ухе для них была символом принадлежности хозяину. В елизаветинские времена парики стали короче и мочки придворных модников украсились серьгами.
- Серьги-голубцы — в средневековой Руси, по форме напоминающие силуэт птицы или двух птиц.
- Серьги-жирандоль — (от франц. girandole — бриллиантовые серьги, подвеска; канделябр; сноп водяных струй) по форме напоминающие подсвечник для нескольких свечей или фонтан в несколько струй. «В старину такое название давалось бриллиантовым серьгам с подвесками из крупных алмазов или жемчуга. В настоящее время так называют также серьги, выполненные с другими драгоценными камнями, но обязательно подобной формы».
- Серьги-одинцы, двойчатки или тройчатки — в средневековой Руси. В виде прикреплённых к толстой проволочной мочке одного, двух или трёх стерженьков с нанизанными на них сверлёными камнями, жемчугом, бусинами кораллов, стёклами, литыми серебряными орнаментированными цилиндриками.

### У казаков
Серьга в левом ухе у казака означала, что он один ребёнок у родителей, серёжка в правом — последний в своём роду (не ставить в первый боевой ряд).

### У моряков
Эта традиция берёт начало в XVII веке у тех, кто прошёл пролив Дрейка. Все началось в британском флоте: королева Виктория, узнав о суровых условиях плавания в районе мыса Горн, издала указ, разрешающий английским морякам, прошедшим пролив, выпить чарку виски в тавернах английских портов за счёт Её Величества. Золотая серьга становилась своего рода знаком, подтверждающим этого право. Много красивых легенд объясняют моду на золотую серьгу в ухе. Это и пролив Дрейка и огибавшим Мыс Доброй Надежды и пересекавшим экватор и совершавшим кругосветное плавание и другие. Моряка, который ещё обогнул мыс Горн не один раз, «Совет старых морских волков» награждал специальным дипломом и серьгой, на которой были изображены мыс Горн и созвездие Южного Креста. Этот моряк имел право ещё и красить ноготь на мизинце левой руки. Профессия моряк всегда связана с опасностями, моряки гибли в морях и океанах, их мёртвые тела иногда прибивало к берегу и тот, кто находил труп, закапывал его и забирал серьгу, как плату за похороны.

#### У пиратов
Серьга означала захваченный корабль и служило своеобразным табелем о рангах. Если джентльмен удачи участвовал в абордажной команде более десяти раз, то серьга была среднего размера, а если командовал — то самого крупного, само собой понятно, что носил её только капитан. А вот капитан Блад носил крупную жемчужину. Так это описано у Сабатини в «Хрониках капитана Блада»:

 «В левом ухе капитана Блада поблёскивала крупная грушевидная жемчужина, стоившая баснословных денег и представлявшая собой лишь незначительную часть фантастической добычи, захваченной его корсарами в подобного же рода набеге на Рио-дель-Хача».

### Сегодня

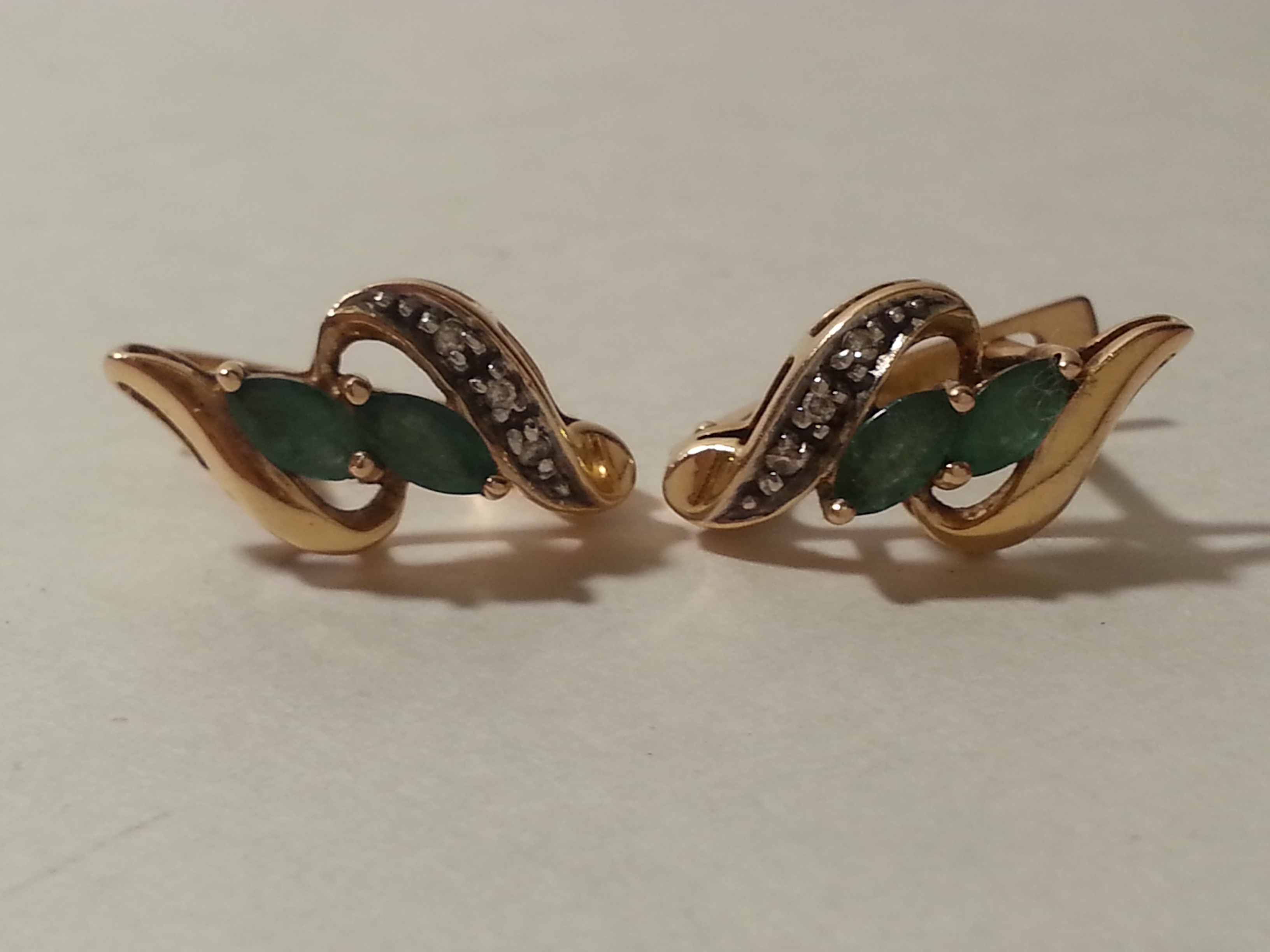
Серьги с изумрудами

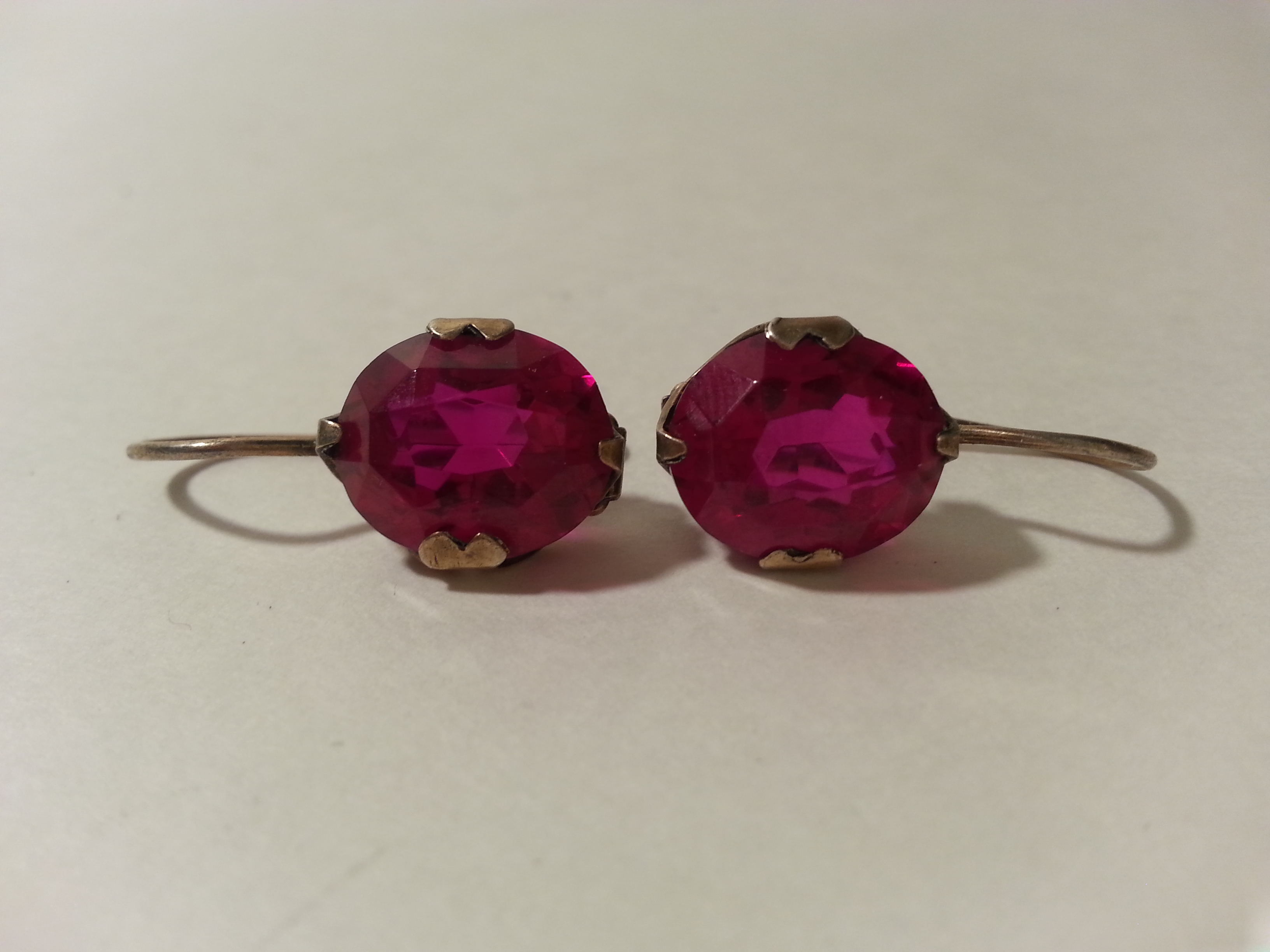
Серьги с рубинами

- пусеты (они же «гвоздики») — миниатюрные серьги, которые крепятся к мочке уха при помощи штифта («гвоздика»), удерживаемого зажимом.
- моно-серьги — одиночное или непарное украшение, которое надевают на одно ухо[6].
- серьги-люстры — вечерние, объёмные серьги.
- тоннели
- конго — серьги круглой формы.
- серьги для пирсинга и пр.
- каффы — серьги, располагающиеся на разных частях уха; могут требовать прокола или крепятся, как клипсы.

Современные тенденции не делают различий по половому признаку, позволяя носить серьги как женщинам, так и мужчинам. Также не теряют своих позиций в мире моды золотые серьги с благородными камнями: серьги с цитрином, серьги с хризолитом, серьги с бриллиантами.
В настоящее время альтернативой серёг являются украшения, не требующие проколов, такие как клипсы и каффы.

### Мужчины-знаменитости носящие серьги

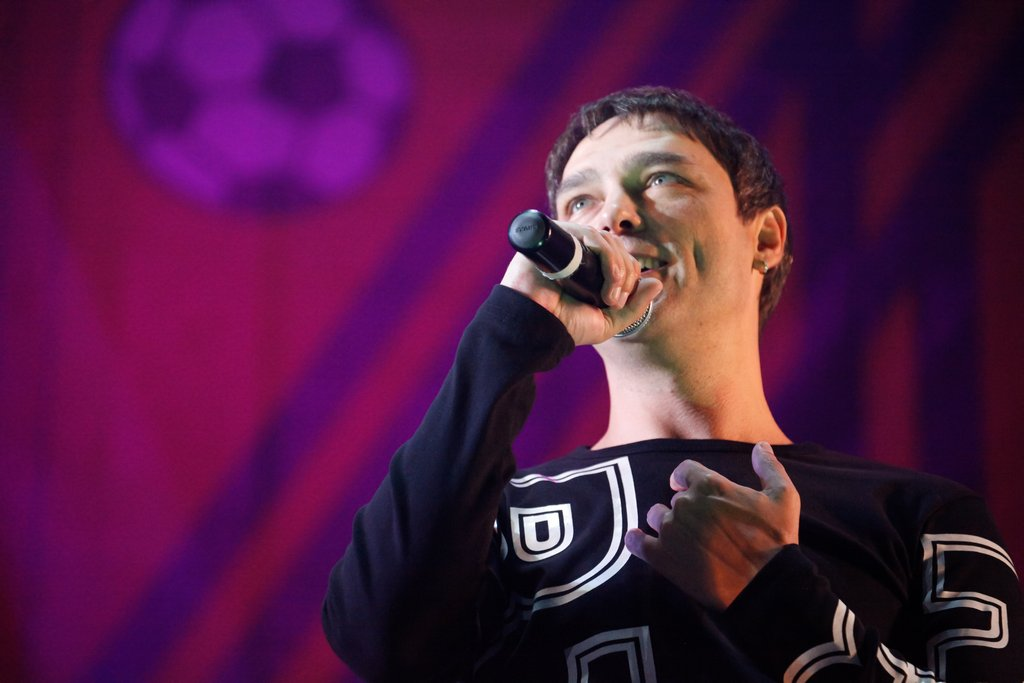
Юра Шатунов
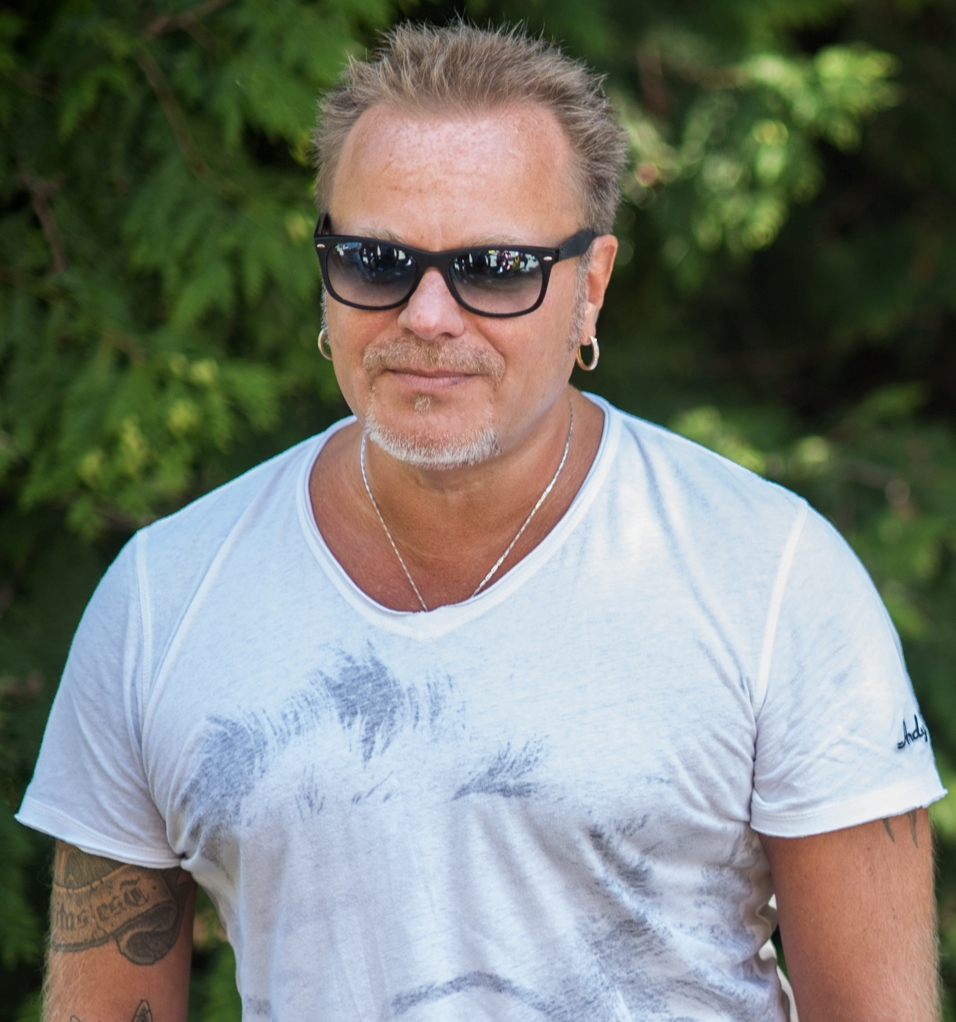
Владимир Пресняков
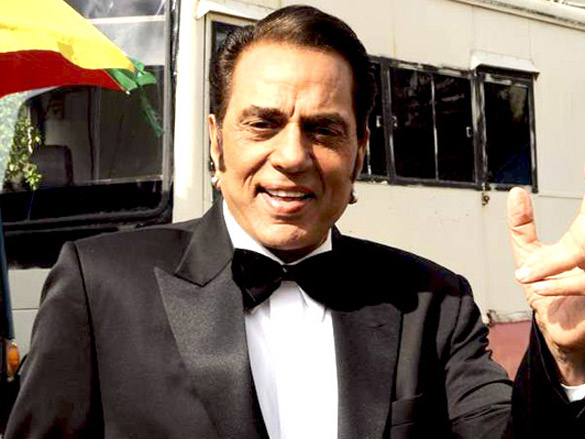
Дхармендра
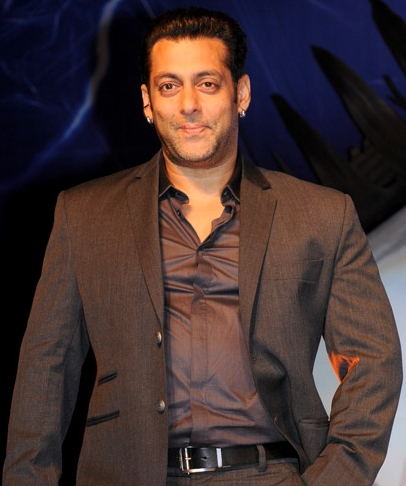
Салман Кхан
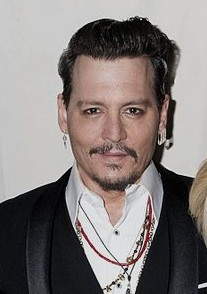
Джонни Депп
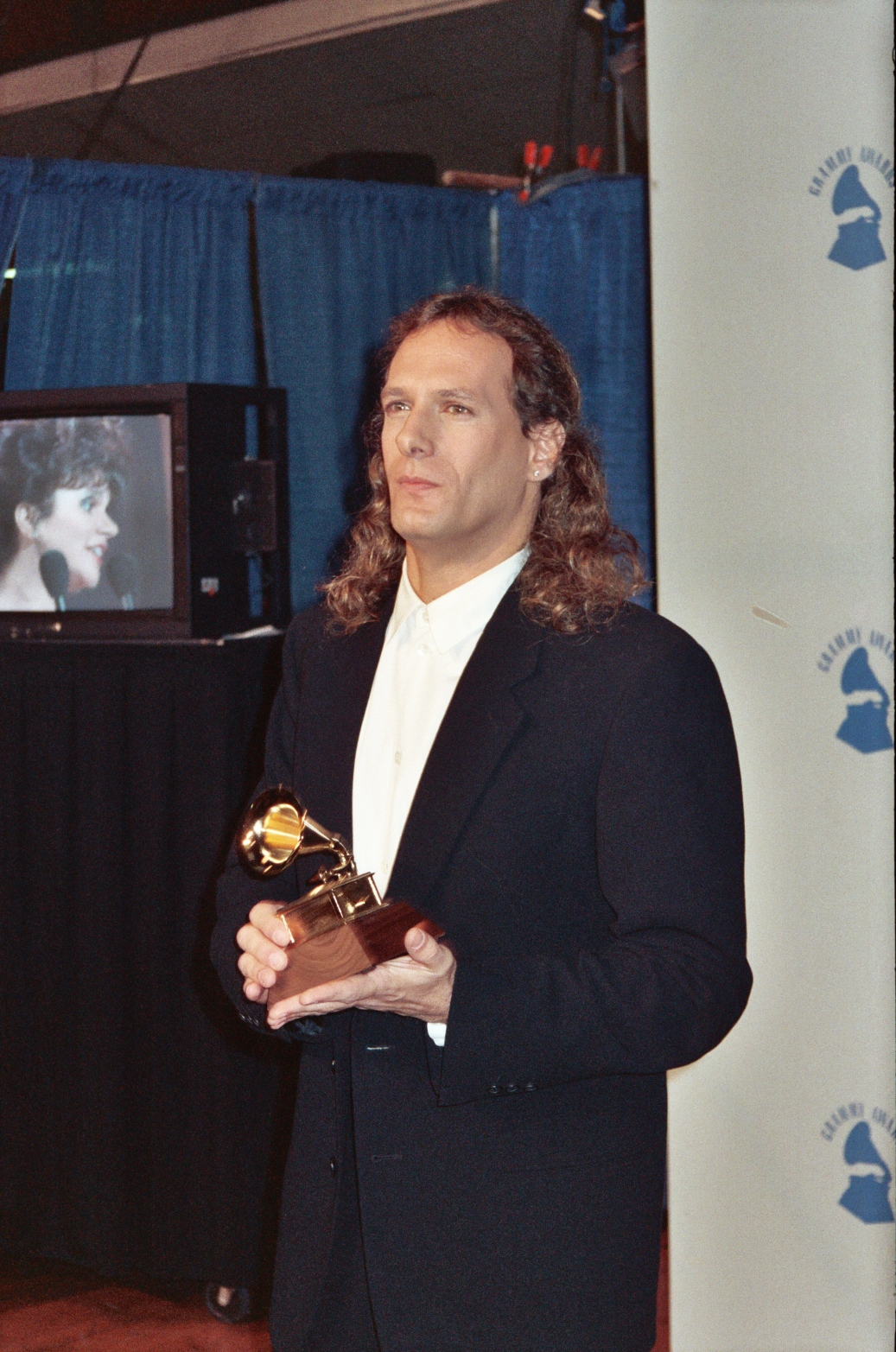
Майкл Болтон
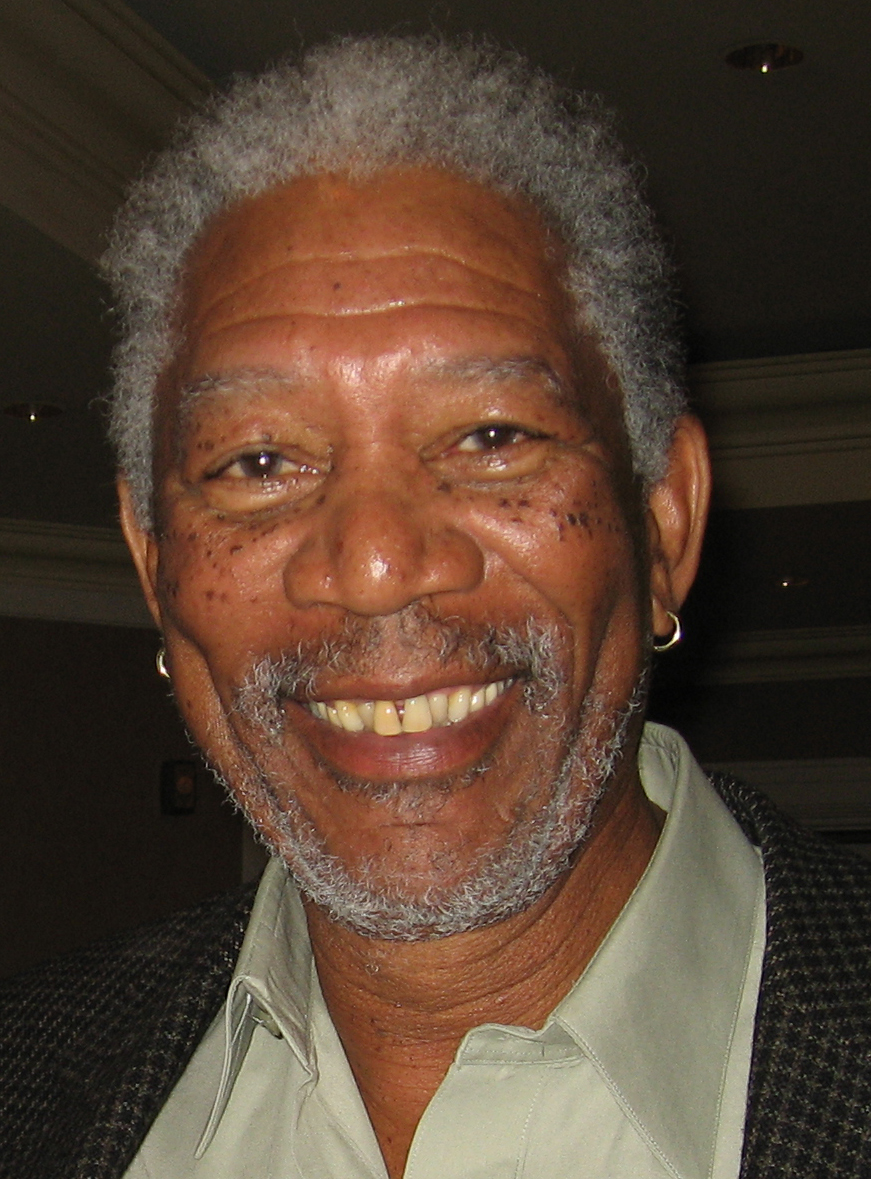
Морган Фриман
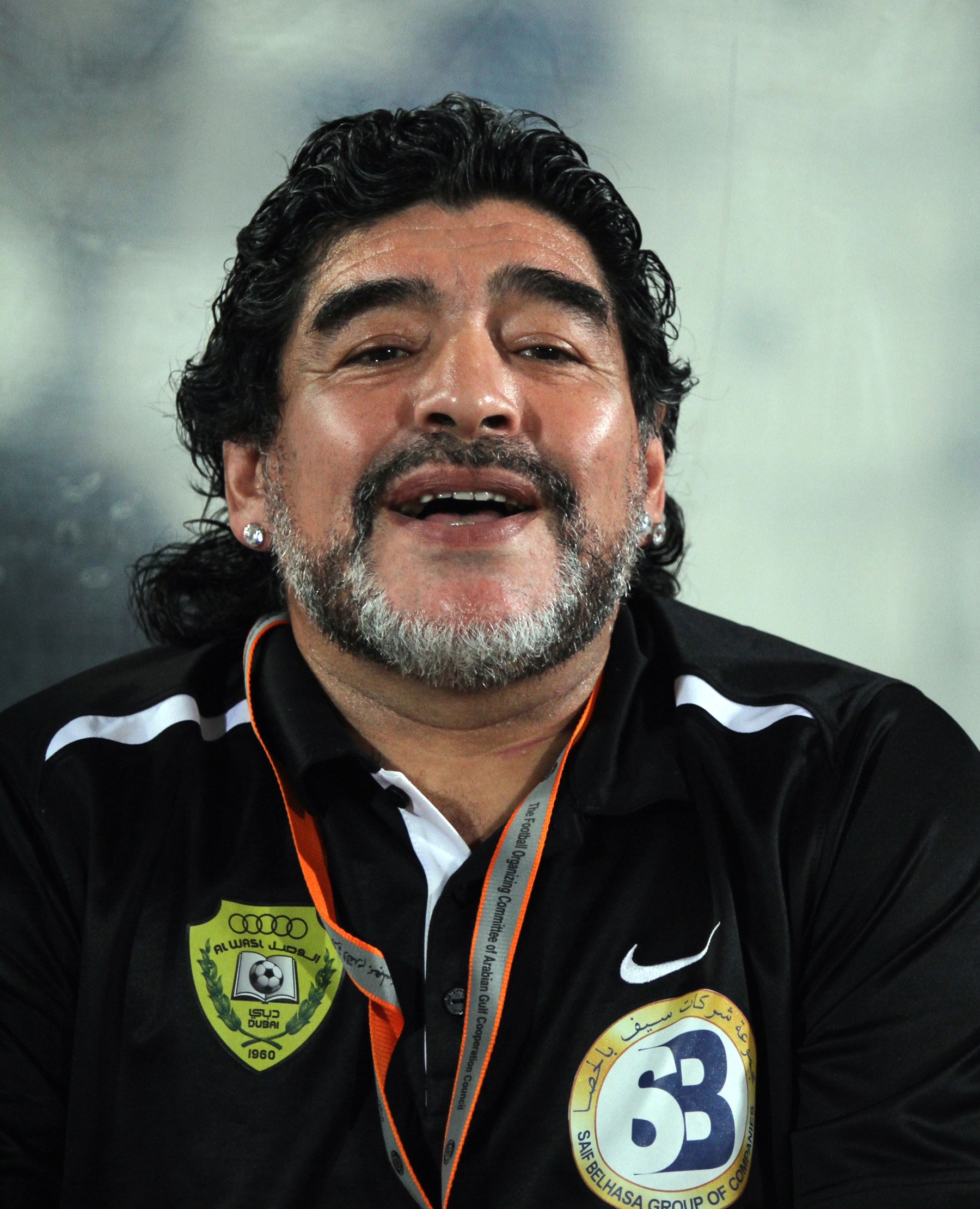
Диего Марадона
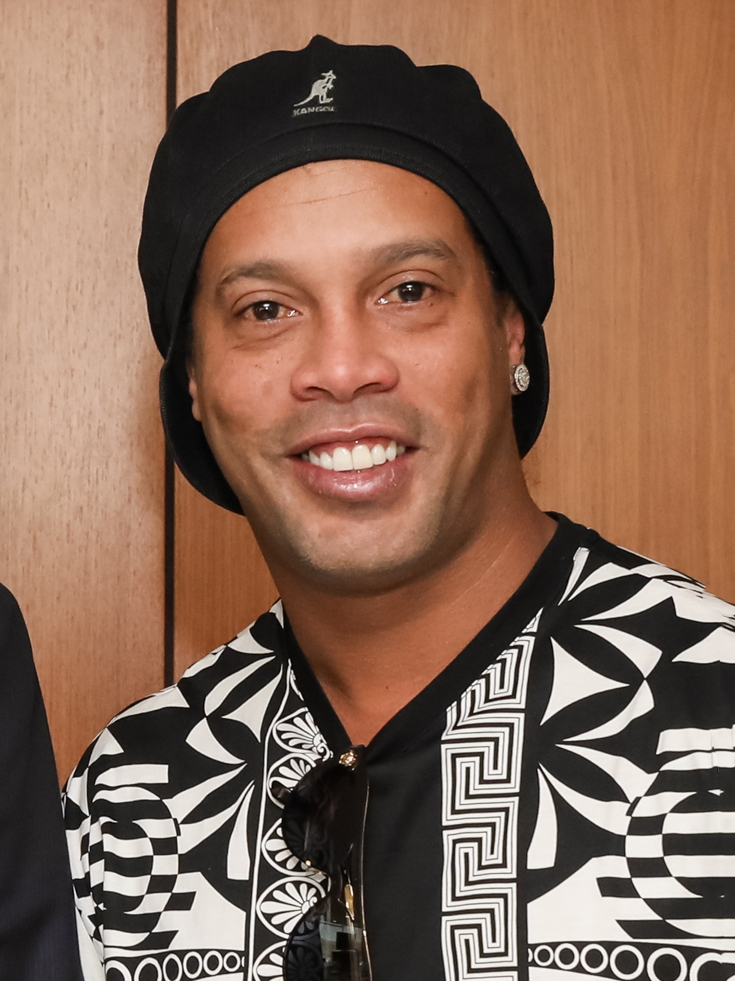
Роналдиньо
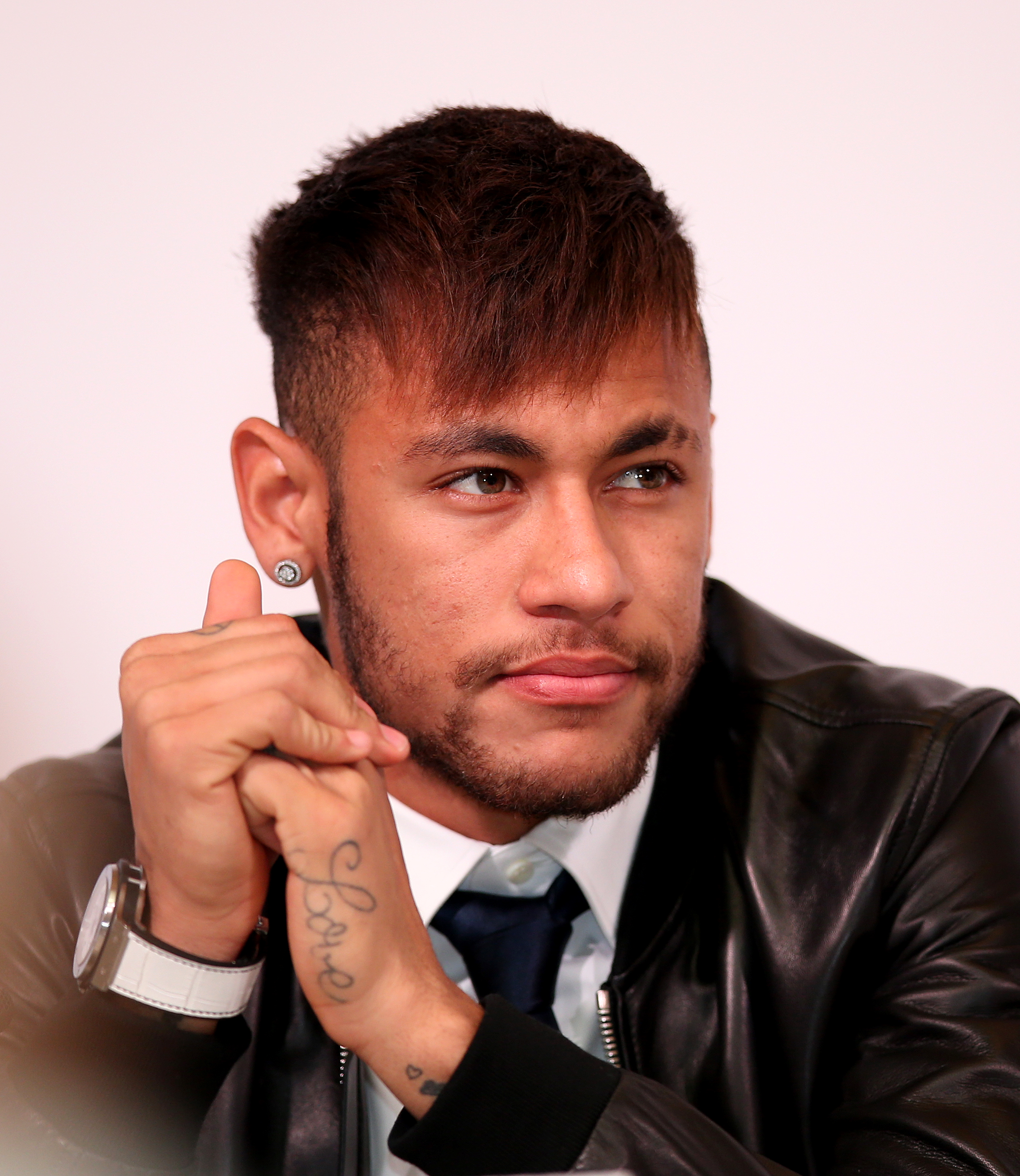
Неймар
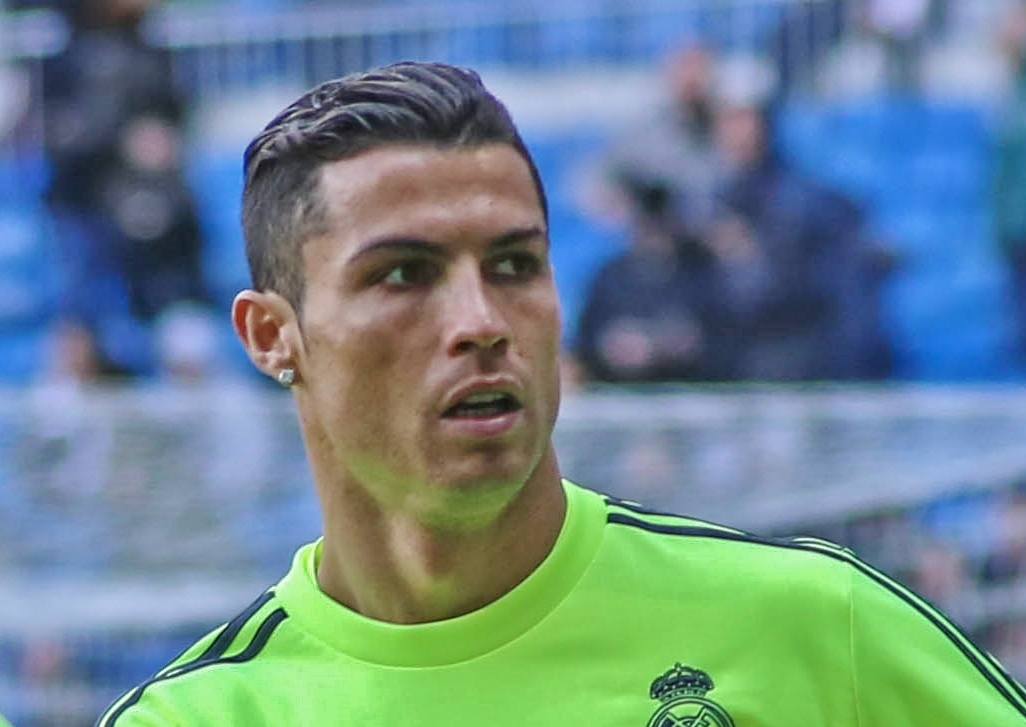
Криштиану Роналду